# Kecamatan Lengkong (distrikt i Indonesien, Jawa Barat, lat -7,12, long 106,67)
Kecamatan Lengkong är ett distrikt i Indonesien.   Det ligger i provinsen Jawa Barat, i den västra delen av landet, 100 km söder om huvudstaden Jakarta.